# Маријано Ескобедо (Акуња)
Маријано Ескобедо (шп. Mariano Escobedo) насеље је у Мексику у савезној држави Коавила у општини Акуња. Насеље се налази на надморској висини од 1052 м.

## Становништво
Према подацима из 2010. године у насељу су живела 3 становника.

### Хронологија
| Година       | 2000        | 2005       | 2010 |
| ------------ | ----------- | ---------- | ---- |
| Становништво | 18 (11 / 7) | 11 (6 / 5) | 3    |

### Попис
| # | Индикатор                     | Вредност |
| - | ----------------------------- | -------- |
| 1 | Укупно домаћинстава           | 9        |
| 2 | Укупно насељених домаћинстава | 1        |
| 3 | Величина локације             | 1        |